# Zighrin
Zighrin (tiếng Ả Rập: زغرين) là một ngôi làng Syria nằm trong phó huyện Salamiyah thuộc huyện Salamiyah ở Tỉnh Hama. Theo Cục Thống kê Trung ương Syria (CBS), Zighrin có dân số 2.327 trong cuộc điều tra dân số năm 2004.